# Седемдесети пехотен полк
Седемдесети пехотен полк е български пехотен полк, формиран през 1913 година и взел участие в Междусъюзническата (1913), Първата (1915 – 1918) и Втората световна война (1941 – 1945).

## Формиране
Историята на полка започва на 17 април 1913 година, когато в Сяр от 1-ва дружина на 52-ви пехотен полк се формира Втори пехотен полк от Драмската бригада. Кадърът на полка се състои от младежи от новоосвободените земи. По-късно е преименуван на Седемдесети пехотен полк. Участва в Междусъюзническата война (1913) и в началото на август 1913 се завръща Пазарджик и в периода от 7 до 10 август е демобилизиран и разформиран.

## Първа световна война (1915 – 1918)
По време на Първата световна война (1915 – 1918) съгласно предписание № 6076 на началника на 5-а дунавска дивизионна област на 22 октомври 1915 година в Русе се формира Пети маршеви полк. Полкът се състои от три дружини, формирани от бившите 9-и и 10-и маршеви полкове и бившите маршеви полкове от 2-ра пехотна тракийска дивизия. На 1 януари 1918 е преименуван на Седемдесети пехотен полк. Взема участие във войната, като започва бойни действия в състава на Първа маршева бригада, Русенски укрепен пункт. На 30 септември 1918 година с целия си личен състав попада в плен. През май 1920 година се завръща от плен, демобилизиран е и е разформирован.

## Втора световна война (1941 – 1945)
По време на Втората световна война (1941 – 1945) на 21 март 1942 година в Хасково полкът е отново формиран под същото име, като кадри се вземат от 10-и, 44-ти и 47-и пехотен полк. Влиза в състава 16-a пехотна дивизия и се установява на гарнизон в Зиляхово, където е на гарнизон до 9 декември 1942 година, след което е сменен от 68-и пехотен полк. На 28 декември декември същата година е демобилизиран и разформирован. На 1 юли 1943 година отново е мобилизиран и влиза в състава на 25-a пехотна дивизия. През септември се завръща в Кърджали и е демобилизиран и окончателно разформирован. До април 1945 г. приключва работата по ликвидацията на полка.

## Командири
Званията са към датата на заемане на длъжността.
| №  | звание       | име           | дати                 |
| -- | ------------ | ------------- | -------------------- |
| 1. | Полковник    | Асен Николов  | от 1913              |
| 2. | Полковник    | Никола Иванов | Първа световна война |
| 3. | Подполковник | Димитър Колев | от 12 май 1942       |
| 4. | Подполковник | Златю Златев  | от 1944              |

## Наименования
През годините полкът носи различни имена според претърпените реорганизации:
- Втори пехотен полк от Драмската бригада (17 април 1913 – 1913)
- Седемдесети пехотен полк (1913 – 1913)
- Пети маршеви полк (22 октомври 1915 – 1 януари 1918)
- Седемдесети пехотен полк (1 януари 1918 – май 1920, 1942 – 28 декември 1942, 1 юли 1943 – септември 1944)